# George Maxwell Richards
George Maxwell Richards (San Fernando, 1º dicembre 1931 – Port of Spain, 8 gennaio 2018) è stato un politico e ingegnere trinidadiano.

## Biografia
È stato Capo di Stato di Trinidad e Tobago dal 17 marzo 2003 al 18 marzo 2013, succeduto da Anthony Carmona.
Ingegnere chimico, Richards è stato rettore del Campus St. Augustine dell'University of the West Indies di Trinidad nel 1996.